# Pataki Dezső
Pataki Dezső, 1917-ig Pollák Dezső (Mezőlak, 1901. december 7. – Csepel, 1944. július 27.) író, nyelvtanár.

## Élete
Pollák Bernát (1862–1943) gazdasági könyvelő és Hoffmann Róza (1865–1933) gyermekeként született zsidó családban. Középiskolai tanulmányai végeztével a Bécsi Egyetem Orvostudományi Karára iratkozott be, azonban három év után abbahagyta az egyetemet és fizikai munkákból élt Bécsben és Párizsban. 1929-ben a gazdasági válság elől Brazíliába menekült, s csak öt évvel később tért vissza Magyarországra. Ekkoriban jelent meg első elbeszélése a Nyugatban az Étvágy címmel. Magántanításból tartott fenn magát, írásai elszórtan jelentek meg a Válaszban, a Népszavában és az Új Időkben. Írásainak fő témái a nincstelenség, az éhezés és a gyökértelenség voltak, melyeket a rendszeresen vezetett naplójában is megörökített saját életére vonatkozóan. Munkaszolgálatosként vesztette életét egy légitámadás következtében a csepeli Weiss Manfréd gyártelepen.
Felesége Rosenberg Anna (1898–1983) volt, Rosenberg Adolf és Rosenfeld Julianna lánya, akit 1936. március 29-én Budapesten, a Ferencvárosban vett nőül. Egyik házasságkötési tanú Gelléri Andor Endre volt.
A Kozma utcai izraelita temetőben nyugszik (A-5-4).

## Főbb művei
- Assahy pálma (novellák Pataki Dezsőné visszaemlékezéseivel, Budapest, 1955)
- Idegen csillagok (novellák, Budapest, 1964)